# Vliegveld Hoogeveen
Vliegveld Hoogeveen met ICAO luchthavenidentificatiecode EHHO is een klein vliegveld gelegen aan de Plesmanweg aan de rand van Hoogeveen. Het veld wordt voornamelijk gebruikt voor les en recreatievluchten, zweefvliegen, parachutespringen, rondvluchten en zakenvluchten.
Het veld heeft 1 (gras)baan: baan 09-27 van 1190 meter lang. Hiermee is het de langste start- en landingsbaan van gras in Nederland.
Communicatie: (VHF) Vluchtinformatie 127.355.

## Geschiedenis
Begin jaren 1960 was Hoogeveen een snel groeiende gemeente. De firma Fokker, toen nog de NV Lichtwerk, en Philips hadden interesse zich in Hoogeveen te vestigen en beide bedrijven beschikten over vliegtuigen om een zo snel mogelijk verbinding te verkrijgen tussen de diverse vestigingen.
Medio 1962 werd ten oosten van de stad begonnen met de aanleg van een 785 x 150 m groot luchtvaartterrein voor ‘kleine luchtvaart’ (zaken- en sportvluchten). Gelijktijdig werd naast het veld een fabriekshal gebouwd t.b.v. de NV Lichtwerk, een bedrijf voor de assemblage van onderdelen uit de luchtvaartsector. Via een grasstrip tussen de fabriekshal en het vliegveld kreeg de NV Lichtwerk directe verbinding met het vliegveld.
In januari 1964 landden de eerste vliegtuigen op Hoogeveen. Dit waren Piper Super Cubs van de voormalige Groep Lichte Vliegtuigen van de landmacht die door de NV Lichtwerk werden onderhouden. Ook de Alouette II helikopters van de SAR reddingsdienst van de luchtmacht werden door NV Lichtwerk onderhouden. Op 15 december 1964 werd het vliegveld Hoogeveen officieel aangewezen als openbaar luchtvaartterrein voor nationaal luchtvaartverkeer. Het veld moest zich redden zonder tankmogelijkheden, onderhouds- of reparatiefaciliteiten, zonder hangar voor motorvliegtuigen en zonder douanefaciliteiten en behield deze status langdurig. Het enige motorvliegtuig dat zijn thuisbasis op Hoogeveen had, was in de jaren 1960 de Beechcraft Musketeer PH-MUS, van de directie van de NV Lichtwerk.
In 1966 vestigde zich de eerste vliegclub op Hoogeveen: de door een Lichtwerk-medewerker opgerichte Zweefvliegclub Hoogeveen (ZCH) die in maart 1967 met zijn activiteiten begon en tot 1970 was dit de enige vaste gebruiker van het vliegveld.
In 1970 werd Para Centrum Noord op het vliegveld gevestigd, snel gevolgd door de ‘Air Stichting Hoogeveen’ dat gespecialiseerd was in reclame (sleep)vluchten met een Cessna 172. Spoedig deed deze ook aan het droppen van parachutisten en langzaam werden de activiteiten uitgebouwd.
Het begin van de jaren 1970 was een economisch bloeiende tijd. Geluids- en milieuregels voor vliegtuigen en vliegvelden bestonden nog niet en er werden er in 1971 serieuze plannen gemaakt om de grasbaan door een verharde baan te vervangen, zodat er zakenjets op Hoogeveen zouden kunnen landen. Maar de economische crisis van 1973 verstoorde dit; de plannen voor een verharde baan veranderden in een verlenging van de grasbaan tot 1200 m Dit werd in 1979 gerealiseerd zodat er vliegtuigen met een maximaal gewicht van 6000 kilo konden landen.
Medio jaren 1970 ontstond de discussie over vliegtuiglawaai. Dit ontstond gedurende voorbereidingen van een vliegfeest dat in mei 1975 zou worden gehouden ter gelegenheid van het 350-jarig bestaan van Hoogeveen. Hoewel in 1970 een NF-5 van de Koninklijke Luchtmacht zonder problemen een demonstratie boven het veld gaf, weigerde de gemeenteraad in 1975 toestemming te geven voor een demo. Daarna werden aanvragen ook niet meer door de luchtmacht gehonoreerd.
In 1973 ontstond brand in de hangar van de Air Stichting Hoogeveen. Hierbij ging een aantal toestellen verloren en werd de hangar zwaar beschadigd. In 1974 herrees het bedrijf onder de naam Vliegbedrijf Noord Nederland BV dat met nieuwe vliegtuigen ondergebracht in de gerenoveerde hangar, de taken van de Air Stichting Hoogeveen overnam.
Toen het aantal gebruikers toenam ging het met de exploitatie van het veld verkeerd. Een oorzaak was dat het vliegveld Hoogeveen meer werd gebruikt door sport- en reclamevliegers en minder door het bedrijfsleven, terwijl het veld oorspronkelijk was ontstaan op aandringen van het bedrijfsleven. Toen men het veld wilde sluiten greep de Combinatie van Hoogeveense Ondernemingen (CHO) in en kwam met een aantal voorstellen tot behoud van het vliegveld. De gemeenteraad ging akkoord met als gevolg dat het vliegveld per 1 januari 1984 werd geprivatiseerd. Het beheer kwam voor een symbolisch bedrag te liggen bij de Stichting Vliegveld Hoogeveen. In 1988 maakte het vliegveld voor het eerst winst en nu is het een gezond bedrijf dat als thuisbasis fungeert voor diverse bedrijven en clubs.
In 2000 werd de historische Fokker-hangaar van het gesloten vliegveld Ypenburg verplaatst naar vliegveld Hoogeveen. Dit is een Rijksmonument uit 1936. Dit maakt ook dat het vliegveld in trek is bij de historische luchtvaart. Een belangrijke plaats wordt op het veld ingenomen door een collectie vliegende oldtimers.
In 2002 en 2003 was de toekomst van het veld onzeker door het aflopen van de erfpacht op het terrein maar de gemeente besloot het vliegveld vanwege het unieke karakter te behouden.